# Kwan Cheatham
Kwan Cheatham, Jr. (Vallejo, California, 21 de agosto de 1995) es un baloncestista estadounidense que pertenece a la plantilla del Pallacanestro Reggiana de la Lega Basket Serie A italiana. Con 2,08 metros de estatura, juega en la posición de ala-pívot.

## Trayectoria deportiva

### Universidad
Jugó cuatro temporadas con los Zips de la Universidad de Akron, en las que promedió 7,7 puntos, 5,0 rebotes y 1,4 asistencias por partido. En su última temporada fue incluido en el segundo mejor quinteto de la Mid-American Conference.

### Profesional
Tras no ser elegido en el Draft de la NBA de 2017, el 19 de julio firmó su primer contrato profesional con el Kangoeroes Mechelen de la Pro Basketball League, la primera división del baloncesto belga. En su primera temporada en el equipo promedió 12,3 puntos y 5,7 rebotes jugando como titular, lo que le valió para renovar por una temporada más.
En verano de 2020, firma por el Ironi Nes Ziona B.C. de la Ligat ha'Al, para disputar la temporada 2020-21.
El 7 de enero de 2021, firma por el Baloncesto Fuenlabrada de la Liga Endesa hasta el final de la temporada.
El 7 de agosto de 2022, firma por el Victoria Libertas Pesaro de la Lega Basket Serie A
El 4 de julio de 2023, firma por el Covirán Granada de la Liga Endesa.
El 20 de julio de 2024 firmó con el Pallacanestro Reggiana de la Lega Basket Serie A italiana.